# Tuor

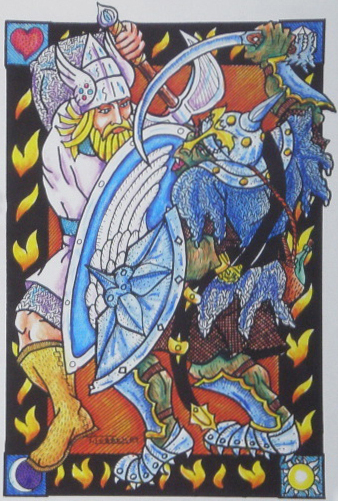
Tuor tue Othrod durant la chute de Gondolin.

Tuor est un personnage du Silmarillion de J. R. R. Tolkien.
Ce héros humain du Premier Âge est issu de la Maison de Hador. Choisi comme messager par le Vala Ulmo, il se rend à la cité cachée de Gondolin, royaume de l'elfe Turgon. Ce dernier lui accorde la main de sa fille Idril : c'est le second des trois grands mariages entre les deux races. Ils ont un fils, Eärendil.
Lorsque la cité est anéantie par les armées de Morgoth, Tuor et Idril conduisent les rescapés jusqu'aux bouches du Sirion. Quelques années plus tard, ils font voile vers l'Ouest et ne sont plus jamais revus. La légende affirme qu'ils sont arrivés jusqu'au Valinor, et que Tuor est le seul humain à être devenu un elfe immortel.

## Noms
Tuor est un nom issu de la langue du Peuple de Hador, adapté à la phonologie du sindarin. Tolkien n'en précise pas le sens. Selon un arbre généalogique de la Maison de Hador, il possède les surnoms Eladar « père de l'étoile », en référence à son fils Eärendil, et Ulmondil « ami d'Ulmo ».

## Histoire
Tuor est le fils unique de Huor, de la Maison de Hador, et de son épouse Rían, de la Maison de Bëor. C'est également son fils posthume : il naît quelques mois après la mort de son père, lors de la bataille de Nírnaeth Arnoediad. Tuor est élevé par les elfes gris de Mithrim, mais la région tombe peu après sous la coupe des Orientaux, des hommes au service de Morgoth. Tuor est fait prisonnier par eux à l'âge de seize ans et devient l'esclave de leur chef Lorgan.
Après trois années de servitude, Tuor trouve à s'échapper et se réfugie dans les cavernes d'Androth, où il a vécu avec les elfes. Il se fait hors-la-loi, et cherche le passage qui lui permettrait de franchir les montagnes. Grâce à deux elfes de passage, Gelmir et Arminas, il découvre la « Porte des Noldor », franchit ce passage et devient le premier homme à contempler Belegaer, l'océan occidental. Suivant les signes que lui envoie le Vala Ulmo, il atteint les ruines de la cité elfique de Vinyamar où il découvre une épée, un bouclier et une armure. Ulmo lui apparaît ensuite en personne et lui ordonne d'apporter son message au roi Turgon de la cité cachée de Gondolin. Un naufragé issu de cette cité, Voronwë, lui sert de guide.
Tuor et Voronwë parviennent à Gondolin, mais Turgon refuse d'écouter l'avertissement d'Ulmo, qui lui conseillait d'abandonner sa cité pour se réfugier aux bouches du Sirion. Il fait néanmoins bon accueil à Tuor, et celui-ci gagne sa confiance au point qu'il épouse la fille du roi, Idril Celebrindal. Lorsque la ville succombe face aux armées de Morgoth, comme l'avait prédit Ulmo, Tuor lutte vaillamment, puis s'enfuit avec sa femme, leur fils Eärendil et les quelques rescapés du désastre jusqu'aux bouches du Sirion.
Depuis sa première vision de l'océan, Tuor nourrit une fascination profonde pour la mer. Il finit par faire voile vers l'Ouest avec sa femme à bord de l'Eärrámë, dans l'espoir d'atteindre le Valinor. Leur sort est inconnu, mais la légende veut qu'ils soient parvenus à destination et que Tuor soit devenu un elfe.

## Conception et évolution
Le personnage de Tuor apparaît dans La Chute de Gondolin, la toute première histoire du futur « Silmarillion » rédigée par Tolkien, vers 1916-1917. À l'époque, il hésite entre les noms Tuor et Tûr, adopte pendant un temps le second, puis finit par le rejeter au profit du premier.
Il apparait aussi dans contes et légendes inachevés.

## Critique et analyse
Dans Perelandra, deuxième tome de sa trilogie cosmique, C. S. Lewis mentionne un couple nommé Tor et Tinidril, en qui Tolkien, qui a lu des extraits du Silmarillion à son ami Lewis, voit des références à ses propres Tuor et Idril.